# Mabe
A Mabe foi uma empresa mexicana fabricante de linha branca, que atuou em vários mercados por mais de 60 anos – 5 deles no Brasil, como dona das marcas Continental, GE e Dako. Abriu falência no início de 2016 depois de anos de recuperação judicial sem sucesso.

## História
Fundada no México em 1946 por Egon Mabardi e Francisco Berrondo, chegou a ter nos anos mais recentes 19 unidades fabris no mundo, faturava cerca de US$ 3,7 bilhões ao ano e empregava mais de 20 mil colaboradores diretos. Só no Brasil, a Mabe possuía um centro de distribuição, duas fábricas com produção anual superior à 4 milhões de unidades e mais de 4 mil colaboradores e era detentora de duas marcas de eletrodomésticos no país - Dako e Continental. O grupo exportava para cerca de 70 países.
Em seus últimos anos, tinha como principais executivos Egil Larsson no cargo de CEO e Mauro Moraes, no cargo de CFO.
Com sede no México e fundada em 1946, a Mabe era a maior exportadora do setor para os Estados Unidos. No México, possuía 48% de participação de mercado e implantou um Centro de Tecnologia e Projetos, considerado um dos melhores do mundo.
Em 1987, a divisão americana GE Appliances associou-se à Mabe, criando uma joint venture para competir no mercado global e ser um centro de exportação para o mercado americano. A parceria se estendeu ao Pacto Andino, através da Mabe Andina, que lidera os mercados da Venezuela, Colômbia, Equador e Peru, com cerca de 50% de participação no segmento.
Em 2003, a Mabe adquiriu o negócio de refrigeração da CCE no Brasil e assumiu o controle da GE Dako, originando a Mabe Brasil (eletrodomésticos), com três unidades fabris no interior de São Paulo. A unidade de Campinas produzia fogões e as duas unidades de Itu fabricavam refrigeradores, lavadoras de roupa e peças injetadas. Também em 2003, a Mabe consolidou sua aquisição da Kronen Argentina, adquirindo 100% de participação acionária. Esta operação originou a Mabe Argentina que, somada à Mabe Brasil, formou a Mabe Mercosul.
Em julho de 2010, a Mabe adquiriu o controle no país da BSH Continental Eletrodomésticos Ltda, filial brasileira da alemã BSH Bosch und Siemens Hausgeräte GmbH, proprietária das marcas Bosch e Continental.

### Recuperação judicial e falência
Em maio de 2013, a Mabe Brasil entrou com pedido de recuperação judicial. A medida foi tomada devido a problemas de liquidez. A intenção da empresa era reestruturar sua operação e tornar-se viável no Brasil. A Mabe informou que a operação no Brasil iria continuar e os serviços de pós-venda, como o SAC e a rede de assistência técnica, continuariam em operação normal. O pedido de recuperação judicial foi aceito pela 2ª Vara Cível de Hortolândia, em São Paulo. Em 2014, a unidade fabril de Itu foi fechada e cerca de 1.000 funcionários foram dispensados sem receber seus direitos trabalhistas.
Em fevereiro de 2016, a Mabe decretou falência no México e pediu ajuda a sua filial no Brasil, que em abril do mesmo ano também decretou falência, deixando milhares de trabalhadores sem seus direitos trabalhistas. Segundo o documento de falência, a fabricante de fogões e geladeiras das marcas Dako e Continental não cumpriu as obrigações do acordo de recuperação, como pagar credores e manter pagamento de funcionários.
Em outubro de 2017, a Electrolux comprou a marca Continental da massa falida da Mabe por R$70 milhões de reais, sendo assim a nova detentora do nome no Brasil.
Em janeiro de 2018, a Atlas Eletrodomesticos comprou a marca Dako da Electrolux (que também havia adquirido a marca junto à massa falida da Mabe